# Henriville
Henriville är en kommun i departementet Moselle i regionen Grand Est (tidigare regionen Lorraine) i nordöstra Frankrike. Kommunen ligger i kantonen Freyming-Merlebach som tillhör arrondissementet Forbach. År 2022 hade Henriville 753 invånare.

## Befolkningsutveckling
Antalet invånare i kommunen Henriville
| Referens: INSEE |